# Pilgrimstrampört
Pilgrimstrampört (Polygonum achoreum) är en slideväxtart som beskrevs av Joseph Blake. Pilgrimstrampört ingår i släktet trampörter, och familjen slideväxter. Arten förekommer tillfälligt i Sverige, men reproducerar sig inte. Inga underarter finns listade i Catalogue of Life.